# Cypraecassis testiculus
Cypraecassis testiculus — распространённый в тропических морях брюхоногий моллюск, вид рода ципрекассисов (Cypraecassis) семейства шлемовидок (Cassidae).

## Распространение
Этот вид можно встретить на скалистых берегах Атлантического океана (Ангола, Северная Каролина и Северо-Восточная Бразилия), Мексиканского залива, Карибского моря и Малых Антильских островов.

## Описание
Максимальная зафиксированная длина раковины 85 мм.

## Среда обитания
Минимальная зарегистрированная глубина для этого вида 0 м; максимальная зафиксированная глубина 60 м.